# Développement psychosexuel
Le développement psychosexuel est un concept multidimensionnel qui recouvre les dimensions anatomiques et physiologique du fonctionnement sexuel (ou de sa genèse) et les aspects psychologiques comme la connaissance, la compréhension, les croyances, les attitudes et les valeurs en rapport avec la sexualité.
Le présent article traite des stades précoces du développement sexuel chez l'humain, avant et au début de la puberté, avant le début de la sexualité adulte : le mot enfant sera employé pour désigner un nourrisson, un jeune enfant, ou un enfant prépubère.
Le concept englobe le développement des rôles sexuels, l'image du corps, les relations sociales et aspirations (désirs de rapport amoureux, d'affection et d'attachement, désir d'enfants, désir d'une vie sexuelle).

## Différences entre sexualité pré-pubertaire et sexualité adulte
Dans le cadre du développement psychosexuel de l'individu, la sexualité infantile concerne uniquement ceux des comportements qui sont centrés sur les parties génitales du corps.
La sexualité infantile, jusqu'à la puberté, se différencie de la sexualité adulte par :
- le fait que les régions corporelles sensibles ne sont pas forcément les régions génitales, mais toutes les zones érogènes ;
- des buts différents (elle ne conduit pas à des relations génitales)[3];
- sa tendance auto-érotique[4].

Il existe une sexualité prépubère (en rapport avec les changements du corps et les curiosités que cela suscite, mais aussi avec la notion de plaisir corporel) qui précède une sexualité pubère (en relation avec les caractéristiques de puberté, le développement de la pilosité et des organes génitaux ainsi que la prise de conscience de la sexualité, l'attirance/rejet de l'autre) et que suit une sexualité adulte (liée aux capacités reproductives, l'apparition des règles ou des émissions de sperme, et à l'intellectualisation du plaisir).
D'après René Roussillon, on ne peut pas parler de sexualité génitale en matière de sexualité infantile et la possibilité de l'orgasme ne survient qu'à la puberté. « La survenue de l'orgasme [i.e. à la puberté], ou de la potentialité orgasmique, bouleverse le rapport du pubertaire au plaisir […], sa définition même […]. Cette différence « qualitative » pose tout le problème de la différence sexualité adulte/sexualité infantile ou, autrement dit, sexualité génitale/sexualité prégénitale. » La sexualité infantile est clairement distincte de la sexualité adulte. La survenue de l'orgasme, qui se manifeste à la puberté, constitue l'une des différences principales entre la sexualité adulte et la « sexualité infantile »,.
Selon Jean-Michel Porret, « la littérature psychanalytique post-freudienne contient très peu de travaux consacrés prioritairement à la question des auto-érotismes et à celle des pulsions du moi », ce qui la distingue clairement de la sexualité adulte parvenue au niveau du stade génital.

## Théories et méthodes d'observation
Comprendre le développement des comportements de l'enfant qui relèvent (de près ou de loin) de la sexualité, revêt une grande importance dans le cadre de la lutte contre les sévices ou abus sexuels à l'encontre des enfants. Les professionnels doivent pouvoir mieux comprendre et détecter les comportements sexualisés normaux ou anormaux du jeune enfant.
Malheureusement, la compréhension du développement de la sexualité est particulièrement lacunaire. Les recherches sur le sujet sont rares,. Les tabous et les émotions diverses que le sujet génère, comme la gêne, le dégoût, ont certainement empêché ou freiné la recherche dans le domaine. La sexualité des enfants est invisible : les comportements explicitement sexuels, comme il sera expliqué ci-dessous, sont très rares chez les jeunes enfants et enfants prépubères, rendant leur étude scientifique difficile. Le sujet est rendu d'autant plus complexe que les pratiques diffèrent énormément d'une société à une autre, ainsi les résultats ou observations faites à une époque et dans une culture donnée doivent être interprétées avec soin en les resituant dans leur contexte.
Plusieurs méthodes d'observation et plusieurs approches théoriques sont utilisées pour comprendre le développement psychosexuel de l'enfant,.

### La sexualité infantile en psychanalyse
Sigmund Freud est le premier chercheur à élaborer une théorie du développement sexuel. Sa théorie décrit cinq stades dans le développement sexuel (oral, anal, phallique, latence puis génital). Le passage par chacun des stades conduit au développement de la personnalité. Freud est le premier à penser que les expériences traumatisantes vécues pendant l'enfance, dont les souvenirs sont parfois refoulés, peuvent expliquer nombre de troubles psychologiques observés chez l'adulte. La sexualité infantile est étudiée en psychanalyse sous l'angle d'abord de la pulsion sexuelle dans le domaine du « prégénital ».
Après l'abandon en 1897 de sa théorie de la séduction dite aussi neurotica, la découverte par Sigmund Freud de la psychanalyse proprement dite coïncide avec celle du fantasme au niveau de la réalité psychique de l'individu, comme refoulé de la sexualité infantile dans l'inconscient. La théorie psychanalytique de la sexualité infantile est exposée par Freud surtout dans le deuxième des  Trois essais sur la théorie sexuelle, ouvrage paru en 1905. Ce qui fait l'objet de la « sexualité infantile » chez Freud au niveau de la 1re édition des Trois essais en 1905 n'inclut pas « tout ce qui paraissait bien connu, les “stades” du développement libidinal, le narcissisme, l'évolution progressive vers le primat génital » qui résultent d'ajouts ultérieurs (éditions de 1910, 1915, 1920, 1924),. Les Trois essais de Freud constituent par conséquent une base théorique de référence également importante en psychologie et en pédopsychiatrie: par exemple, au carrefour de plusieurs disciplines dans le domaine de la petite enfance, ce qui correspondrait en psychanalyse au niveau de l'étayage, la tétée est une source de plaisir pour un nouveau-né,.
Les premiers travaux de Freud ont été approfondis par plusieurs écoles de psychanalyses. Ces théories ont été souvent critiquées du fait qu'elles ne prennent pas appui sur des résultats expérimentaux mais sur des observations cliniques. Cependant, ces premières recherches ont eu une influence majeure sur la prise de conscience du monde scientifique de l'importance des expériences vécues pendant l'enfance et des rapports entre parent et enfant (cf. théorie de l'attachement) sur l'équilibre psychologique ultérieur. Ils ont mis en évidence l'existence d'une sexualité chez l'enfant, une notion désormais largement acceptée, même si cette sexualité est bien différente de celle de l'adulte,.

### Sexologie
La sexologie a débuté à la fin du XIXe siècle et s'intéresse à certains aspects de la sexualité chez l'enfant et l'adolescent.

### Psychologie expérimentale basée sur l'observation des comportements et les témoignages
Les comportements qui s'apparentent à la sexualité chez l'enfant sont particulièrement sous-étudiés et les données sur le sujet manquent beaucoup dans le domaine de la psychologie cognitive et expérimentale. Les observations sont indirectes car des observations directes ne seraient pas éthiques. Ainsi, les principales données reposent sur les témoignages d'enfants ayant été victimes de sévices sexuels, les observations des adultes encadrant l'enfant, parents ou professionnels de la structure accueillant l'enfant, et sur l'observation de comportements d'enfants en situation de jeu avec des poupées avec organes sexuels représentés (poupées dites anatomiquement correctes (en)),.
Les études de Ronald Goldman et Juliette Goldman menées en 1982 sont souvent citées : les auteurs ont étudié les représentations cognitives (compréhension) de la nudité, du corps, de la reproduction et de l'identité sexuelle d'enfant âgés de 5 à 15 ans dans plusieurs pays,.
Les études expérimentales ont permis de mettre en évidence certains points qui semblent communs à plusieurs études, selon la revue de question de Larsson (2001). Les enfants sont naturellement curieux, et ils le sont de leur corps et du corps des autres ; ils l'explorent par le jeu, y compris avec d'autres enfants. L'intérêt pour la sexualité est très variable d'un enfant à un autre. Les comportements qui semblent imiter les comportements sexuels adultes et s'exercent sur d'autres enfants ou sur des poupées anatomiquement correctes (pénétrations vaginales ou anales ; contact entre sexe et bouche) sont extrêmement rares dans les groupes d'enfants qui n'ont pas subi de sévices sexuels, mais plus communs chez les enfants qui ont été victimes de sévices sexuels. Les interactions sexualisées imposées, utilisant la violence, les agressions, la domination etc., sont problématiques et à bien distinguer des interactions sous forme de jeux mutuels spontanés qui s'établissent dans une atmosphère ludique tout à fait différente.

### Sociologie
La sexualité de l'enfant a été plus étudiée sur le plan social que sur le plan individuel. Le constructivisme souligne le rôle déterminant des processus sociaux sur la construction de la sexualité et des rôles sexuels des enfants.

### Étude des genres
En psychologie du développement, les premières études empiriques ne se sont pas beaucoup intéressées aux différences entre filles et garçons. La psychologie du développement s'est d'abord intéressée au développement intellectuel, domaine où les différences sexuelles sont présentes mais très faibles et plus faibles que les différences individuelles à l'intérieur des groupes de filles ou de garçons (cf. différences de genre en psychologie humaine). Les premières études sur le développement sexuel, quant à elles, ont porté sur les garçons. La sexualité des femmes (et donc celle des filles) a d'abord été étudiée en étant comparée à celle des hommes. Cette sexualité était moins visible, plus dévalorisée et beaucoup plus tabou que celle des hommes (ou garçons).
Les différences entre femmes et hommes sont devenues un champ d'étude à part entière vers la fin du XXe siècle. En psychanalyse, Karen Horney et Melanie Klein ont initié l'étude des femmes au début du XXe siècle. Vers la fin des années 1980, Nancy Chodorow est devenue une spécialiste reconnue des différences des sexes dans le domaine de la théorie psychodynamique (approche de type psychanalytique). Les différences de genre en psychologie explorent systématiquement les différences entre filles et garçons ou femmes et hommes, au-delà des différences sexuelles anatomiques et fonctionnelles, pour comprendre l'impact de la socialisation sur le développement du genre (social et psychologique). Ces différences entre femmes et hommes sont étudiées par les études des genres.

### Échelles et tests
Les comportements pathologiques des enfants et adolescents en matière de sexualité peuvent être étudiés par des échelles de comportements. Le Child Sexual Behavior inventory a été validé et utilisé pour étudier les liens entre les conduites anormales des enfants (troubles des comportements et troubles des comportements à caractère sexuel), d'une part, et des facteurs de risques, comme l'exposition à la sexualité dans le milieu familial, l'abus verbal, les mauvais traitements familiaux,.

## Rôles de genre et identité de genre

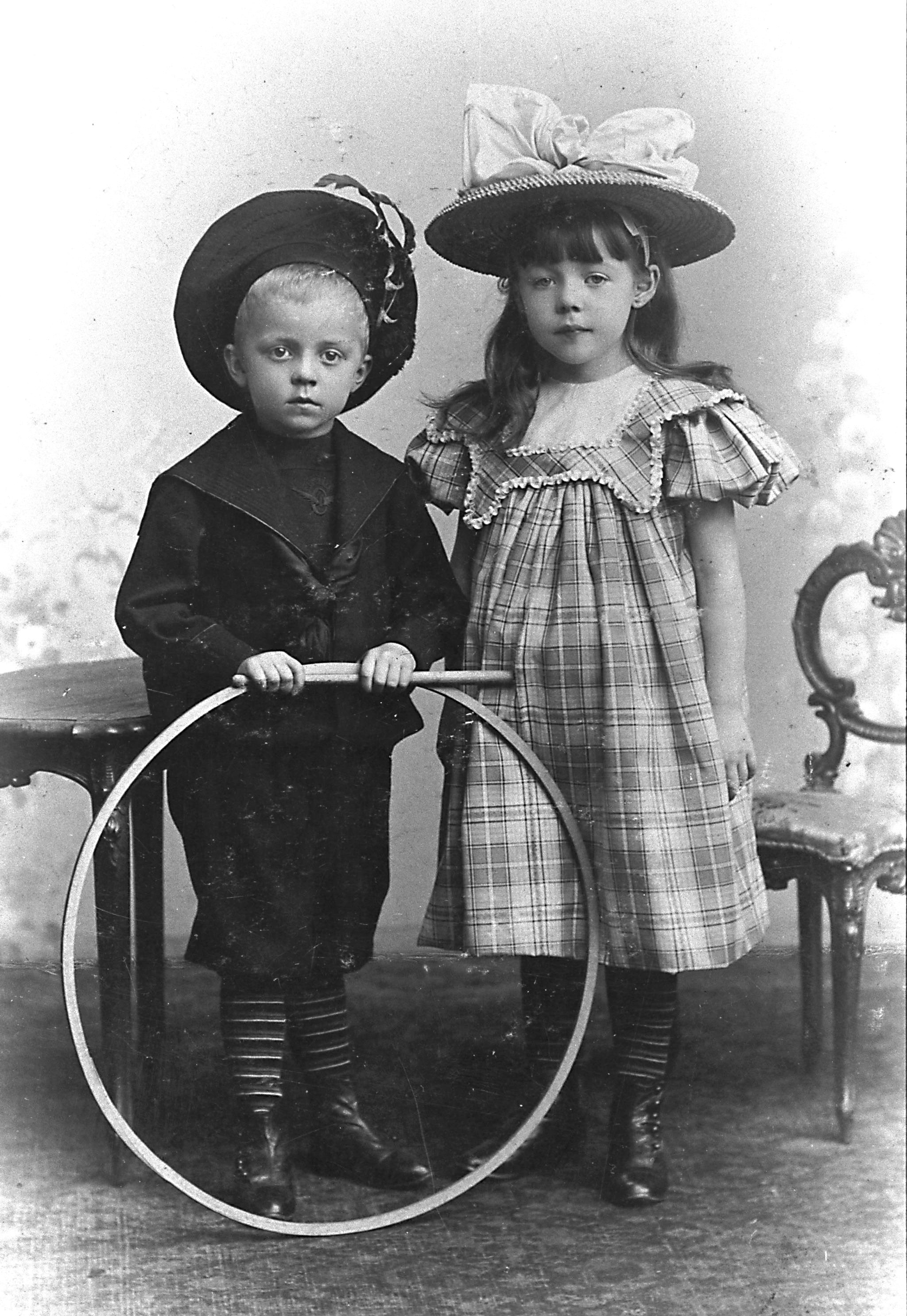
Frère et sœur (vers 1900).

Dès sa naissance (ou avant grâce aux techniques d'imagerie), l'enfant est identifié par les adultes comme appartenant au genre féminin ou masculin. La culture environnante attend de l'enfant certains comportements et certaines préférence qui sont culturellement associées à son genre : on nomme ces comportements, attitudes ou centres d'intérêt, les rôles sexuels (aspect biologiques) et les rôles de genre (aspects sociaux). Dans la plupart des cultures et à travers l'histoire, les filles et femmes doivent être plutôt orientées vers les soins et l'empathie, l'amour et le caractère agréable et serviable. Des garçons et des hommes, on attend qu'ils soient plus actifs, affirmatifs et compétitifs. En occident, le féminisme a favorisé l'assouplissement de ces attentes traditionnelles et les rôles sexuels de l'homme et de la femme se sont diversifiés au cours du XXe siècle.
Avec les rôles sexuels ou rôles de genre, les enfants apprennent également les stéréotypes de genre (ou stéréotypes sexuels). Ces stéréotypes sont observés précocement, à l'âge où les enfants développent leurs rôles sexuels, dès l'âge préscolaire. La famille est le premier lieu où les stéréotypes sont appris. Les stéréotypes véhiculés par les médias à la télévision sont plus marqués que ceux rencontrés dans la vie réelle et ont une influence sur le développement des représentations stéréotypées des enfants (voir-section détaillée ci-dessous).
Le développement de l'identité de genre est le processus par lequel l'enfant prend conscience qu'il ou elle fait partie du groupe des garçons ou des filles. L'identité de genre commence à se développer vers l'âge de deux ans et est acquise vers l'âge de cinq ou six ans. Le processus fait partie du développement de la conscience de soi.
Les mécanismes par lesquels se construisent le rôle de genre et l'identité de genre restent discutés. Les comportements des parents influencent en partie le développement de préférences et comportements de genre, ainsi que sur de développement de stéréotypes sexuels, mais l'impact de cette influence (la taille des effets observés) reste relativement faible. Dans les familles monoparentales où un seul parent remplit les rôles du père et de la mère, les enfants adoptent moins les comportements associés traditionnellement à leur sexe. Dans les familles homoparentales (parents homosexuels, hommes ou femmes), on ne trouve pas de différences dans le développement de l'identité de genre, les rôles sexuels, ni l'orientation sexuelle des enfants, comparés aux familles hétérosexuelles. Les filles élevées par des mères homosexuelles tendent à adopter plus fréquemment des rôles masculins que les filles élevées par des mères hétérosexuelles, mais ces différences restent dans la norme traditionnelle. Pour les garçons, on n'observe pas de différences,.

## Développement de l'orientation sexuelle chez l'enfant
L'orientation sexuelle est « l'attirance sexuelle et l'intérêt émotif systématique d'une personne à l'égard de l'autre sexe (hétérosexuelle), du même sexe (homosexuelle) ou des deux sexes (bisexuelle) ». L'orientation sexuelle est donc différente de l'identité sexuelle décrite ci-dessus. L'hétérosexualité prédomine dans presque toutes les cultures connues.
L'orientation sexuelle débute dans l'enfance et s'établit à l'adolescence. Selon la psychologue américaine Lisa M. Diamond, l'orientation sexuelle n'est pas choisie, mais se développe, par étapes, avant l'adolescence : entre 8 et 11 ans, l'enfant prend conscience de son attirance envers les personnes du sexe opposé ou du même sexe et peut avoir des attirances homosexuelles, même si l'enfant deviendra hétérosexuel par la suite,.
Les recherches sur l'orientation sexuelle sont nombreuses mais ont surtout cherché à expliquer les origines de l'homosexualité. Autrefois considérée comme maladie mentale, l'homosexualité a cessé d'être traitée comme un trouble mental en 1973. Cependant, l'homosexualité pose un problème émotionnel du fait que la société et l'environnement, par leur manque d'acceptation et d'inclusion, exposent les homosexuels à des risques accrus de dépression. Dans les écoles secondaires, les adolescents gais ou lesbiennes sont très souvent victimes de discriminations et de violences physiques ou psychologiques. Ils sont plus souvent isolés, ont plus de mal que les hétérosexuels à trouver des partenaires amoureux, et peuvent cacher leur orientation à leur environnement pour éviter le rejet. Ils souffrent plus souvent d'auto-dépréciation, de pensées et de conduites suicidaires,. Malgré ces risques connus, il semblerait que les évaluations des risques, les statistiques de mortalité, ou encore les programmes précoces de prévention ou d'information manquent,.
Plusieurs études (par exemple, des études sur de larges cohortes de vrais jumeaux) suggèrent que les origines de l'orientation sexuelle sont en partie génétiques et en partie culturelles, mais les liens entre les variables sont encore loin d'être bien éclaircis,. La plupart des études sur le sujet portent sur des adultes et sont rétrospectives, introduisant des biais expérimentaux. La question du rôle des parents a été fréquemment évoquée par le passé, mais cette influence a cessé d'être considérée comme déterminante. Ainsi les études portant sur les enfants élevés par des couples de parents homosexuels ne montrent pas de différence dans l'orientation sexuelle des enfants. Une étude québécoise portant sur 148 mères lesbiennes montre que seulement 3 % des filles et 6 % des garçons semblent être homosexuels, un pourcentage qui n'est pas différent des chiffres observés dans les familles hétérosexuelles. D'autres influences sociales complexes et encore mal comprises sont donc en jeu.
À mesure que la recherche a progressé sur le sujet, il est apparu que les origines de l'orientation sexuelle chez les femmes est bien différente de celle des hommes et que les modèles théoriques construits pour expliquer l'orientation sexuelle, et en particulier l'homosexualité des hommes, ne s'appliquent pas directement aux femmes.

## Éducation sexuelle avant la puberté
L'absence de connaissance de leur corps et de ses liens avec les sensations physiques et émotionnelles qu'il provoque, ainsi que parfois l'ignorance du nom des parties anatomiques sexuelles, sont des facteurs de risques pour les enfants qui manquent alors d'équipement linguistique et cognitif pour savoir comment réagir aux risques de violation de leur sphère privée. Il est dont recommandé, tout en respectant les limites et la vie privée et intime de l'enfant, que les adultes puissent éduquer les enfants sur les questions en lien avec la sexualité, en respectant leurs différents âges et niveaux de compréhension.
Il est recommandé que les parents se chargent de l'éducation sexuelle de leurs enfants. Les parents peuvent ou devraient adapter leur discours au niveau intellectuel et à l'âge de l'enfant (son développement physiologique). Ils peuvent aider les enfants à acquérir la confiance en eux qui les aidera à rechercher des relations d'amour satisfaisantes dans leur vie adulte. Les parents devraient employer des termes pour désigner le sexe du garçon et de la fille, pour que l'enfant puisse poser des questions et parler du sujet.
Il est également important que les professionnels de l'enfance fassent la différence entre des comportements sexuels normaux et des conduites anormales, qui doivent les alerter. Il s'agit donc d'éduquer les enfants, mais également les professionnels qui éduquent et encadrent les enfants.

## Réponses et interprétations des adultes
Les adultes qui élèvent l'enfant ont souvent des connotations négatives en matière de sexualité : beaucoup d'adultes exigent des enfants qu'ils s'habillent pour cacher leur corps et en particulier leurs parties génitales (quoique la tolérance envers la nudité diffère fortement en fonction des cultures) ; ils peuvent réprimander les enfants qui montrent des comportements sexuels ; ils peuvent aussi éviter de parler de sexualité devant les enfants à tel point que les enfants n'ont ni le vocabulaire ni les expressions qui leur permettraient de parler de sexualité. La sexualité devient donc souvent, pour les enfants, un sujet tabou et secret, dont ils n'osent pas parler avec des adultes proches. La sexualité s'entoure de secret, de fausses croyances, et l'enfant finit par comprendre la sexualité adulte petit à petit par l'intermédiaire de ses amis ou des livres et des médias.
Les études sur les professionnels s'occupant de l'enfance montrent certaines régularités. Les professionnels de l'enfance ou du soin (médecins, infirmiers) tendent à considérer comme plus problématiques les conduites sexualisées chez les enfants plus âgés (leur tolérance est plus grande pour les enfants plus jeunes) et les conduites sexualisées impliquant une interaction entre enfant (plutôt qu'une conduite sexuelle solitaire). Les conduites d'imitation de sexualité adulte sont celles pour lesquelles les réactions adultes sont les plus négatives et celles qui font l'objet d'un grand consensus : les conduites d'imitation des rapports sexuels adultes qui impliquent des pénétrations ou sexe oral sont considérées comme anormales et alertent tous les médecins, infirmiers, psychologues, et travailleurs sociaux interrogés,,.
Cavanagh Johnson, s'appuyant sur les recherches de W. N. Friedrich,, a écrit (en anglais) un livret destiné aux parents, offrant une échelle des comportements sexuels divisés en trois groupes :
1. Normaux et prévisibles : quinze comportements sont décrits selon les groupes d'âges ; par exemple, au niveau préscolaire, frotter ses organes génitaux lors d'un changement de couche ou lors d'un stress, est normal. Au niveau scolaire, montrer ses organes sexuels à un enfant du même âge et hors de la présence adulte, est un comportement normal.
2. Préoccupant : ce sont des comportements observés chez des enfants négligés, vivant dans un environnement sexualisé et parfois victimes d'abus sexuels. Par exemple, au niveau préscolaire, un enfant continue à toucher ses organes sexuels en public malgré plusieurs interventions adultes lui demandant d'arrêter. Au niveau scolaire, montrer ses organes génitaux à un enfant beaucoup plus jeune ou beaucoup plus vieux est un comportement qui doit alerter l'adulte.
3. Exigeant d'aller chercher assistance auprès de professionnels : ces comportements indiquent qu'un enfant a un problème en relation avec la sexualité et a pu être victime d'abus sexuels. Par exemple, au niveau préscolaire, un enfant se touche et se caresse en public et ne prête pas attention à d'autres activités ludiques. Au niveau scolaire, un enfant qui exige de toucher les organes sexuels, les seins ou les fesses des autres, entre par exemple également dans cette catégorie[45].

Cavanagh Johnson insiste sur la grande variabilité des conduites, et sur le fait que l'ensemble de la situation doit être prise en compte, par exemple, ses réactions lorsque le parent lui dit d'arrêter, ses relations avec les autres enfants, les émotions telles que l'agressivité, l'anxiété ou la honte, la présence de douleur ou d'inconfort liée à la conduite ou aux conduites. Larsson insiste également beaucoup sur cette grande variabilité, qui accompagnée par un grand flou dans la terminologie (normal, pathologique, sexualisé, érotisé, déviant, inapproprié...) conduit à des réactions excessives, ou au contraire, à l'absence de réaction, dans le monde des adultes professionnels.
Des conseils et recommandations sont diffusés auprès des professionnels de l'enfance et de la santé quant aux conduites à suivre lorsqu'un enfant a une conduite sexuelle. Il est important que les établissements aient une manière de répondre à ces questions qui soit partagée par tous les membres du personnel. Ces recommandations seront souvent d'abord de parler de cette conduite avec l'enfant lui-même, avec ses parents si le comportement problématique persiste, de prendre des notes sur les observations faites pour pouvoir les rapporter aux professionnels experts en abus d'enfant, si cela s'avère nécessaire,.
Sur le plan juridique, il est à noter que le fait de ne pas signaler qu'un mineur est victime de mauvais traitements est un délit. Ce délit est puni par l'article 434-3 du code pénal en France,.

## Culture

### Impact de la culture environnante
L'expression de la sexualité, les tabous ou au contraire la tolérance envers certains comportements diffèrent beaucoup en fonction des cultures et des époques. Par exemple, la tolérance envers la nudité ainsi que le caractère sexualisé de la nudité diffèrent significativement entre des pays comme les États-Unis, où la nudité est fortement associée à la sexualité, et les pays nordiques, où la nudité est mieux tolérée et n'est pas forcément liée aux comportements sexuels.

## Comportements sexuels anormaux

### Comportement sexuel normal ou anormal
La recherche du contact physique, doux et réconfortant, a été observée chez les animaux dans les années 1970, et est indépendante de la recherche de nourriture. C'est sur cette base que s'établit l'attachement entre l'enfant et sa mère (ou un autre adulte tenant ce rôle, appelé le caretaker) puis à d'autres individus. La satisfaction de ce besoin est fondamentale au développement social et émotionnel harmonieux du jeune enfant. À l'âge scolaire, les enfants ayant eu un attachement sécure sont plus stables socialement et ont des liens d'amitié plus étroits avec leurs amis. Les enfants qui ont eu un attachement sécurisant ont probablement en moyenne de meilleures relations avec leurs partenaires amoureux à l'âge adulte. La recherche de contact de l'enfant avec des adultes en qui il a confiance, et avec d'autres enfants, est donc naturelle et normale, et a longuement été étudiées dans le contexte de la théorie de l'attachement.
En revanche, les comportements de recherche de contact sexuel, ou d'imitation, du type de ceux rencontrés dans la sexualité adulte et génitale (pénétration, positions, mouvements, etc.) sont extrêmement rares chez les enfants qui n'ont jamais été victimes de sévices sexuels. À l'inverse, il est encore plus rare que les enfants ayant été victimes de sévices sexuels ne montrent pas de comportements pathologiques qui se traduisent surtout par des symptômes de stress post-traumatique et des comportements sexués anormaux (dans leur revue de 45 études, Kendall-Tacket et collaborateurs ne trouvent que trois enfants qui n'ont montré aucun signe visible de leur détresse). Il est donc important pour les adultes encadrants de reconnaître des comportements sexuels normaux et ceux qui ne sont pas normaux, ces derniers devant alerter sur un risque éventuel d'être en présence d'un enfant victime de négligence ou d'abus sexuels.
Dans les années 1990, Eliana Gil (en), Toni Cavanagh Johnson et Sharon Araji ont proposé des critères permettant de repérer si les conduites des enfants de moins de douze ans sont appropriées ou inappropriées, chez des enfants montrant des conduites sexuelles agressives ou problématiques.
En 1993, William Pithers et collaborateurs, proposent aux professionnels de l'enfance d'observer cinq facteurs qui signalent une conduite sexuelle problématique :
1. La conduite correspond-elle au niveau de développement de l'enfant ?
2. Les enfants impliqués sont-ils du même âge et de la même taille ?
3. Les conduites sexuelles sont-elles mutuelles et ludiques ou au contraire coercitives (intimidation, tricherie, chantage...) ?
4. Le secret entourant la conduite est-il plus important que ce que l'enfant fait normalement pour préserver sa vie privée ?
5. L'enfant se montre-t-il compulsif ou obsessif en rapport avec ces activités ou perd-il le contrôle de cette conduite[56] ?

Les comportements sont donc interprétés en fonction d'un contexte, car un comportement isolé ne donne pas d'indication sur le caractère normal ou non. C'est l'ensemble du contexte social et des autres comportements de l'enfant qui permettent aux adultes encadrant de juger de la normalité ou non d'un comportement de l'enfant[réf. nécessaire]. Certaines de ces pratiques dites anormales peuvent d'ailleurs être considérées comme des abus sexuels entre enfants si elles sont pratiquées sur mineur sans le consentement de la victime.

### Classifications des comportements sexuels anormaux
Les comportements sexuels de l'enfant avant son entrée dans l'adolescence et la puberté, peuvent être groupés en catégories. La catégorisation des comportements facilite la recherche dans le domaine en rendant les études plus facilement comparables entre elles.
Cavanagh Johnson et Feldmeth ont proposé une description des comportements sexuels de l'enfant allant du normal vers les comportements les plus agressifs. Leur classification comporte quatre groupes : les enfants du groupe I ont un comportement sexuel normal qui est volontaire et prend place de manière spontanée avec des enfants du même âge (de la même taille). Les trois autres groupes décrivent des enfants aux comportements sexuels indiquant soit une exposition précoce anormale à la sexualité (pornographie dans les médias ou scènes sexuelles de la vie réelle), des mauvais traitements et des abus, soit émotionnels, physiques ou, le plus souvent, d'abus sexuels,.
Un groupe de scientifiques américains, dans un rapport destinés à l'association ATSA (association pour le traitement des abuseurs sexuels), décrit les troubles de comportement sexuels chez les enfants ( «Children with sexual behavior problems » ou SBP) comme un groupe de conduites problématiques, mais non comme un syndrome qu'il est possible de diagnostiquer sur la base de critères médicaux ou psychologiques. Ces troubles sont observés chez des enfants de moins de 12 ans confrontés à la justice parce qu'ils ou elles ont agressé sexuellement d'autres enfants,.

### Enfants à risque

#### Enfants souffrant de retard de développement et handicaps
Les enfants souffrant de handicaps divers sont toujours beaucoup plus à risque que les enfants non handicapés d'être les victimes de sévices et d'abus sexuels : leurs risques d'être victimes de violences sexuelles seraient environ 2 à 3 fois plus élevés que ceux d'enfants sans handicaps,. Or les enfants souffrant de handicaps sont au nombre de 93 millions dans le monde (chiffres de 2013). Une méta-analyse publiée sur le Lancet suggère qu'environ 20,4 % de ces enfants sont victimes de violences, et 13,7 % d'entre eux sont victimes de violences sexuelles. Ce problème est mal étudié et par conséquent ces chiffres diffèrent grandement d'une étude à une autre. Aux États-Unis, le centre national chargé des enfants négligés et victimes de violences rapporte que les violences sexuelles sur les enfants handicapés est 2.2 fois plus élevés que sur leurs pairs non-handicapés.
Les enfants et adolescents handicapés sont plus vulnérables que les autres car ils dépendent plus des adultes pour leur hygiène et pour se rendre aux toilettes, sont exposés à un plus grand nombre d'adultes, peuvent souffrir de retard mental, sont moins exposés aux situations sociales avec d'autres enfants, développent moins d'habiletés sociales du fait de leur plus grand isolement (y compris habiletés à communiquer, verbalement et non-verbalement), et manquent de stratégies pour se défendre contre les abus. Les craintes de leurs parents ou éducateurs concernant leurs comportements sexuels éventuels ont pour conséquences qu'en moyenne, ils reçoivent moins d'information sur la sexualité. Or une éducation sexuelle réduit les risques d'abus en enseignant aux enfants et adolescents comment protéger leur intimité et rapporter les comportements de violation aux adultes de confiance.
De plus, les enfants souffrant de handicaps neuro-développementaux sont beaucoup plus à risques de souffrir aussi de puberté précoce que les enfants sans déficits. Par exemple, 20 % des filles ayant le spina bifida présentent une puberté précoce idiopathique (comparé à 1/1000 dans la population sans déficits). Les causes en sont mal comprises. La puberté précoce perturbe le développement de leur estime de soi et de leur image du corps, déjà altérées par la maladie. Il les expose à des risques accrus d'être victimes de violences sexuelles.

#### Enfants souffrant de retard de langage ou aux habiletés linguistiques réduites
Les enfants ayant des problèmes de langage ont beaucoup plus de risques d'être victimes de sévices sexuels et ne pas être en mesure de les reporter. Ainsi, les enfants sourds, dont la maîtrise de la langue orale environnante est limitée, sont plus à risque d'être victimes de sévices sexuels que leurs homologues entendants. Une étude norvégienne basée sur des questionnaires envoyés à toute la population sourde adulte du pays, indique que les femmes ont été deux fois plus souvent victimes de sévices sexuels, et les hommes trois fois plus souvent les victimes de sévices sexuels que la population moyenne. Très peu de ces sévices ont été rapportés.

#### Environnement sexualisé et négligent
Lorsque des enfants présentent des comportements sexuels anormaux, il est assez courant d'envisager que l'enfant a été victime de sévices sexuels (cf. prochaine section). Or, il est possible que d'autres causes soient en jeu. L'environnement de l'enfant peut être fortement sexualisé et il est possible que l'enfant imite et réplique des conduites observées et des mots entendus. La télévision et l'internet offrent de nombreuses scènes sexualisées auxquelles l'enfant a accès s'il n'est pas supervisé. Les disputes de couple, si elles sont fréquentes et occasionnent jalousie et langage sexuel, ou bien un environnement parental très sexualisé où les enfants sont présents lorsque les parents visionnent de la pornographie ou lors de comportements sexuels adultes, vont influencer l'enfant qui pourra alors à son tour imiter ces comportements sexuels. Les enfants ont pu également être les témoins de scènes sexuelles violentes et abusives, être témoins de masturbations adultes, ou encore être forcés à être acteurs de scènes sexuelles, comme des photographies ou films à forte connotation sexuelle (cf. pornographie infantile).

## Abus et sévices sexuels sur l'enfant
Or, avec ou sans orgasme, l'enfant n'est pas en mesure de comprendre « les activités sexuelles qui sont inappropriées à son âge et à son développement psycho-sexuel » (définition d'un abus selon la fédération française de psychiatrie). Les relations sexuelles entre un adulte et un enfant sont quasi universellement réprouvées et condamnées par la loi. La majorité sexuelle, qui varie selon les pays, est considérée comme l'âge minimal à partir duquel un individu est jugé apte à donner son consentement à des relations sexuelles. La loi en matière de majorité sexuelle est très claire dans pratiquement tous les pays : en France, par exemple, les relations sexuelles entre un adulte et un mineur de 15 ans constituent une atteinte sexuelle sur mineur ou une agression sexuelle. Dans certains cas, la loi les assimile au viol.

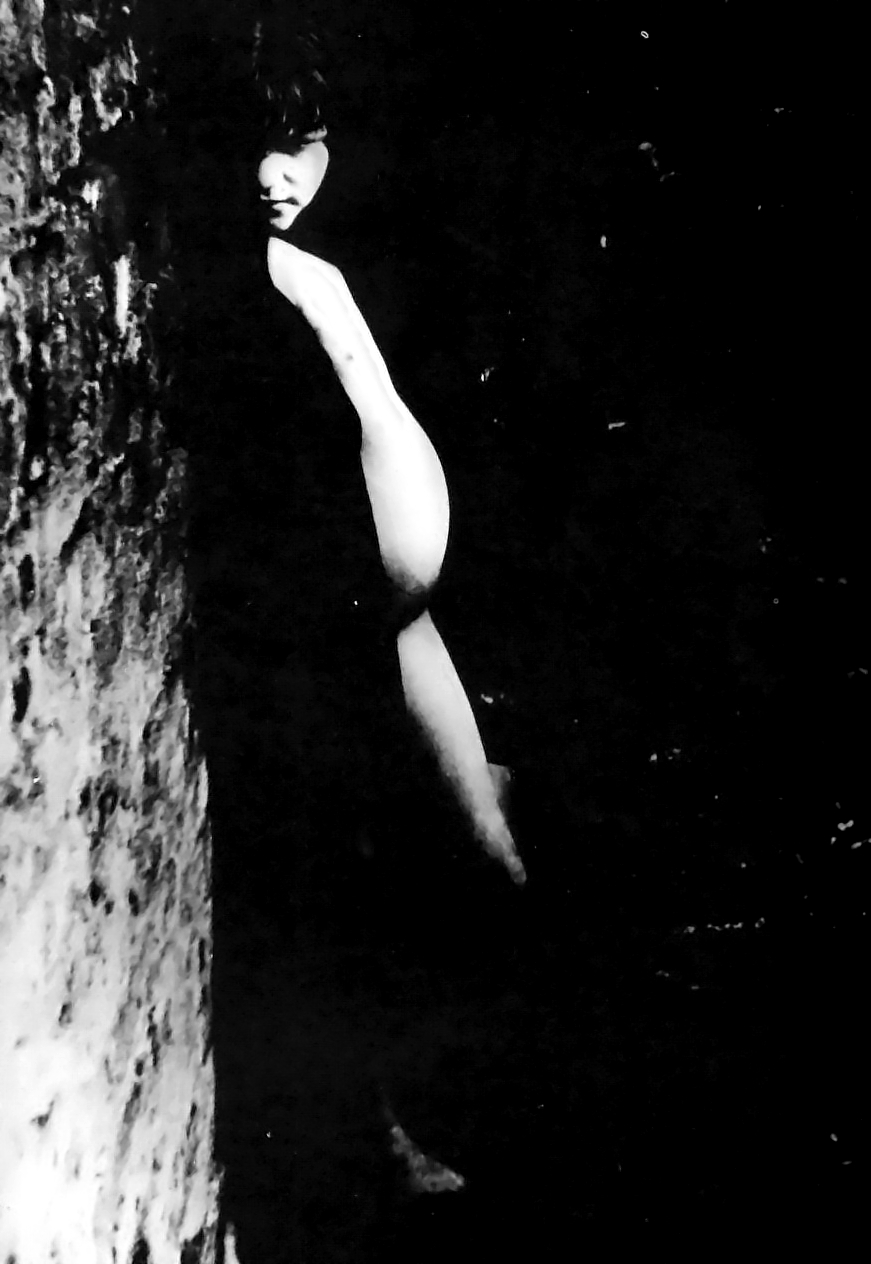
Photographie d'une enfant prostituée d'environ 10 ans, enceinte (1871)

Certains pédophiles assurent leur défense en disant avoir répondu à un désir de l'enfant,. Les rapports Kinsey ont défendu la croyance selon laquelle les enfants prépubères auraient des désirs sexuels et des orgasmes. Ces rapports ont connu un grand succès médiatique, cependant ces thèses n'étaient pas scientifiquement étayées. Il a été mis en évidence que la théorie sur l'orgasme prépubère défendue par Kinsey reposait sur un seul témoignage, celui d'un homme qui abusait sans aucun doute sexuellement les enfants dont il prétendait décrire les réactions.

### Exploitation commerciale sexuelle de l'enfant
L'Exploitation commerciale sexuelle de l'enfant comprend la prostitution infantile (appelée aussi prostitution enfantine ou prostitution de mineur), la pornographie infantile (ou enfantine), le tourisme sexuel infantile et s'accompagne parfois de trafic d'enfants et l'esclavage d'enfants à ces fins.

## Thérapies et prises en charge
Différents traitements ont montré une efficacité pour prendre en charge les enfants (moins de 12 ans) montrant des comportements pathologiques sexualisés (sexual behavior problems en anglais dans les publications scientifiques).